# Lars Hellman
Lars Hellman, född 26 juli 1922 i Falun, död 27 februari 2005 i Österhaninge församling, Stockholms län, var en svensk arkitekt.

## Biografi
Hellman, som var son till teckningslärare Ruben Hellman och Margit Gustavsson, avlade studentexamen 1941, utexaminerades från Kungliga Tekniska högskolan 1946 och studerade även vid Kungliga Konsthögskolan. Han anställdes hos arkitekterna Hans Brunnberg och Hans Neumüller 1946, var förste assistent och övningsassistent vid Kungliga Tekniska högskolan 1949–1952, anställdes hos arkitekterna Nils Ahrbom och Helge Zimdahl 1950, på länsarkitektkontoret i Stockholms län 1952, hos AOS Arkitekter 1954, hos AB Svenska Bostäder 1956, på Stockholms stads fastighetskontor 1959 och på arkitekt- och stadsplaneavdelningen hos Orrje & Co AB från 1960. Hellman är gravsatt i minneslunden på Österhaninge begravningsplats.